# Miss Americana (documental)
Miss Americana (també coneguda com a Taylor Swift: Miss Americana) és una pel·lícula documental dirigida per Lana Wilson que segueix la vida de la cantant estatunidenca Taylor Swift al llarg de diversos anys de la seva carrera. La pel·lícula cobreix una sèrie de esdeveniments en la vida i carrera de Swift, inclosa la realització del seu setè àlbum d'estudi Lover (2019), la seva batalla anterior amb un trastorn alimentari, el seu judici per agressió sexual, el diagnòstic de càncer de la seva mare i la decisió de Swift per fer pública la seva ideologia política.
La pel·lícula va debutar en la nit inaugural del Festival de Cinema de Sundance 2020 el 23 de gener de 2020 i es va estrenar a Netflix i cinemes selectes el 31 de gener de 2020. El documental treu el seu títol de la cançó de protesta de Swift del seu àlbum Lover, "Miss Americana & the Heartbreak Prince" on la cantant expressa la seva desil·lusió amb l'estat d'aquell moment de la política dels Estats Units.
Miss Americana ha estat descrita com una mirada emocionalment reveladora a Swift, durant un període de transformació en la seva vida, ja que aprèn a acceptar el seu paper no només com a compositora i intèrpret, sinó com una dona que aprofita tot el poder de la seva veu.

## Sinopsi
Miss Americana segueix a Swift durant una fase de transició en la seva carrera, on completa la seva gira Reputation Stadium Tour l'any 2018 i comença a crear el seu àlbum anomenat Lover (2019), mentre cobria diversos anys de la seva vida a través d'una recopilació biogràfica d'entrevistes, flashbacks, metratge d'estudi, vídeos casolans, vídeos gravats amb telèfons mòbils i gravacions dels seus concerts. Se centra en temes sensibles que Swift sovint ha evitat parlar en entrevistes, com la seva batalla passada amb un trastorn alimentari, el diagnòstic de càncer de la seva mare, la cultura tòxica d'Internet i la càrrega dels mitjans de comunicació als quals s'enfronta, el seu judici per agressió sexual i la decisió de fer pública la seva ideologia política, inclosa la seva aliança amb el col·lectiu LGBTQ+.

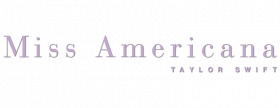
Logotip del documental "Miss Americana".

Segons The Sundance Institute, "la directora Lana Wilson ofereix una finestra multifacètica a la figura de Swift, mostrant el seu procés creatiu i la seva singular experiència sent considerada una de les llums més brillants de l'escenari musical mundial. Mostrant la vulnerabilitat de Swift i la seva ferotge intel·ligència i enginy, Wilson captura moments tendres i estimulants mentre Swift s'embarca en el capítol més recent de la seva ja extraordinària carrera".

## Repartiment
- Taylor Swift

- Andrea Swift (mare de Swift)
- Scott Swift (pare de Swift)
- Abigail Anderson Lucier (amiga de Swift)
- Tree Paine (publicista de Swift)
- Robert G. Allen (gerent de Swift)
- Joe Alwyn (actor i parella de Swift)
- Jack Antonoff (productor discogràfic)
- Joel Little (productor discogràfic)
- Max Martin (productor discogràfic)
- Dave Meyers (director de vídeoclips)
- Brendon Urie (músic)
- Todrick Hall (músic)
- Paul Sidoti (guitarrista)
- Kamilah Marshall (cantant)
- Melanie Nyema (cantant)

A més, van ser utilitzades imatges d'arxiu dels músics Calvin Harris, Beyoncé, P!nk, Harry Styles, Lenny Kravitz; les bandes musicals Dixie Chicks i Earth Wind & Fire; les models Karlie Kloss i Kim Kardashian; el raper Kanye West; els polítics Marsha Blackburn i Donald Trump; els actors Taylor Lautner i Tom Hiddleston; les drag queens Jade Jolie i Riley Knoxx; les personalitats televisives Barbara Walters, Dan Harris, David Letterman, Erin Robinson, Graham Norton, Hoda Kotb, Jedediah Bila, Jenny Johnson, Jimmy Fallon, JuJu Chang, Nancy O'Dell, Nikki Glaser, Phil McGraw, Sara Haines, Stephen Colbert, Sunny Hostin, Whoopi Goldberg; i el cast de Queer Eye: Antoni Porowski, Bobby Berk, Karamo Brown, Jonathan Van Ness i Tan France.

## Antecedents

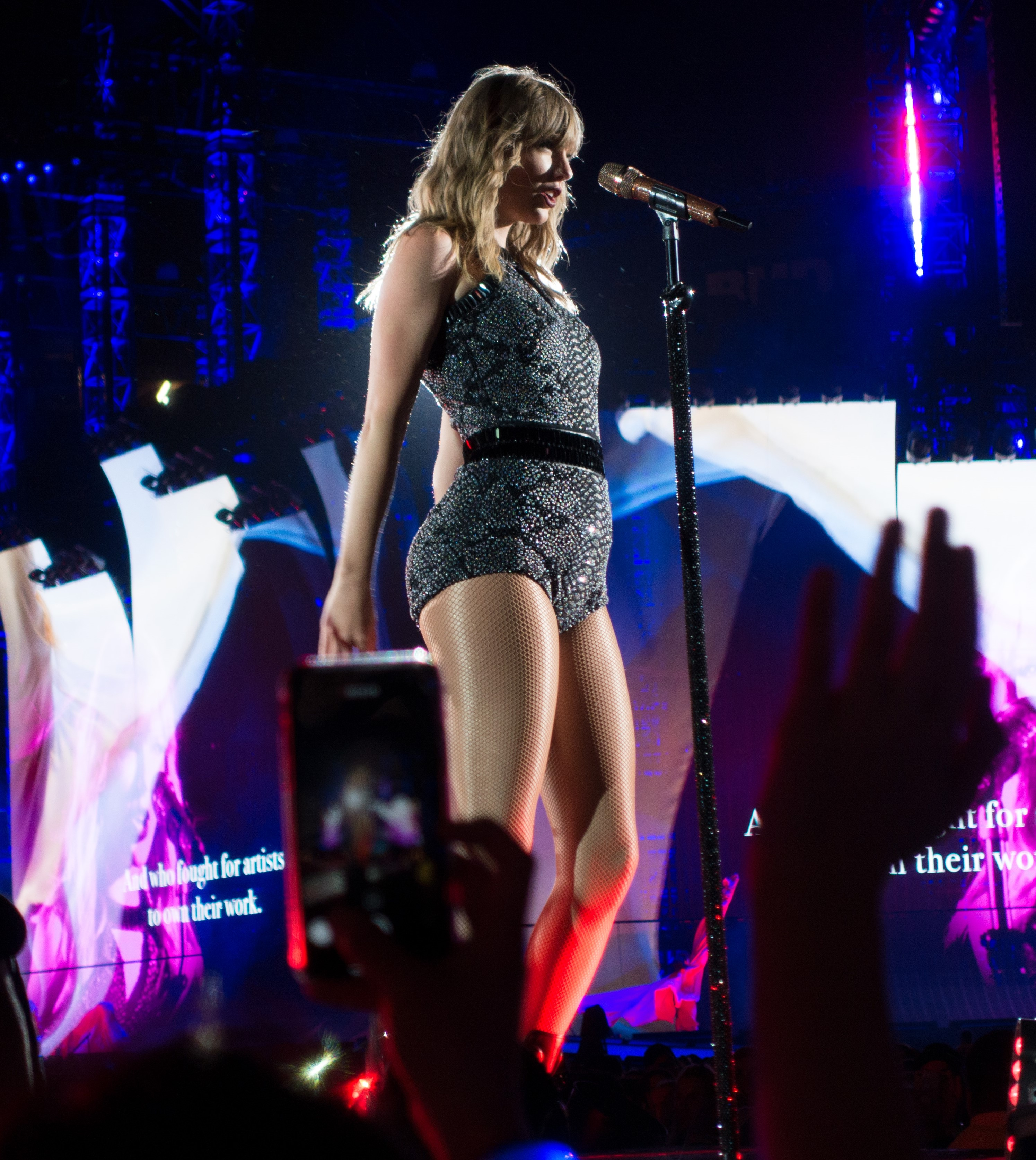
Swift actuant en la seva gira Reputation Stadium Tour el maig de 2018

Swift va expressar el seu interès per realitzar un documental amb Netflix després de la pel·lícula del seu concert Taylor Swift: Reputation Stadium Tour, estrenada a la plataforma de streaming el desembre de 2018. Se li va proporcionar a la cantant una llista de possibles directors, entre els quals, es trobava Lana Wilson, la directora definitiva. Wilson va gravar l’acabament de l’àlbum Reputation (2017) i el cicle de la gira, i va unir a Swift per gravar les sessions del seu àlbum posterior Lover (2019).
Swift va revelar el documental el novembre de 2019, quan el propietari i fundador de la seva antiga discogràfica Big Machine Records, Scooter Braun i Scott Borchetta, respectivament, li va impedir utilitzar la seva antiga música i el material d’arxiu pel documental. Ella va afegir que el documental no mencionaria a Braun, Borchetta o Big Machine Records. Big Machine va negar les acusacions en un comunicat. Com a resposta, un representant de Swift va publicar un correu electrònic d'un executiu de Big Machine on es negava a emitir llicències en relació amb el documental. Al desembre d’aquell any, Variety va informar que Big Machine va eliminar el ús del material més antic de Swift per la pel·lícula.
A una entrevista amb Chris Willman de Variety, es va revelar que l’acte d’apertura de la pel·lícula tractava de “juxtaposar les alegries de la creació amb les dificultats de l'estrellat global”, mentre que la segona meitat és un “gir provocatiu centrat en perquè Swift es va convertir en un animal polític”. Willman escriu que la pel·lícula també presenta clips que capturen la creixent associació LGTB+ de Swift, la reacció de Swift amb el diagnòstic de càncer de la seva mare i la resposta de la cantant al fet que el seu àlbum Reputation (2017) no rebés cap nominació en les categories generals als Premis Grammy 2019. Wilson declara que ella veu el documental com “mirar l’altra cara de la dona que és l’amor dels Estats Units” amb la intenció d’il·luminar el que seria el costat menys glamurós de la fama i l'estrellat. Swift va dir en una entrevista: “Necessitava arribar a un punt en el qual estigués llesta, capaç i disposta a dir ximpleries en lloc de solament somriure”.

## Promoció
El 15 de gener de 2020, Swift va revelar la data de llançament i un pòster de la pel·lícula a través de les seves comptes a les xarxes socials. Sis dies després, es va llançar un avanç oficial de la pel·lícula a YouTube i en les comptes de xarxes socials de la cantant. El 30 de gener, Swift va anunciar la llista de cinemes seleccionats que projectarien Miss Americana, per un temps limitat. Incloent 25 teatres Alamo Drafthouse i un teatre iPic en els Estats Units, i el cinema Prince Charles al Regne Unit.

## Música
El documental inclou “Only the Young”, una cançó que Swift va escriure després de les eleccions dels Estats Units de 2018 i estava destinada a formar part de Lover (2019), però finalment no va ser inclosa. El procés de composició de la cançó és vist al documental i la versió en estudi és reproduïa durant els crèdits finals de la pel·lícula.